# Jan Górski (duchowny)
Jan Górski (ur. 1952) – polski duchowny rzymskokatolicki, teolog, profesor nauk teologicznych, nauczyciel akademicki Uniwersytetu Śląskiego, specjalista w zakresie misjologii i zagadnień świata religijnego.

## Życiorys
W 1978 przyjął święcenia kapłańskie i został kapłanem archidiecezji katowickiej. 
1986 na podstawie pracy pt. Idea misyjna w dokumentach Soboru Watykańskiego II otrzymał na Wydziale Teologicznym Akademii Teologii Katolickiej w Warszawie otrzymał tytuł magistra teologii. Tam też w 1988 na podstawie rozprawy pt. Teologiczne podstawy działalności misyjnej Kościoła według dokumentów Soboru Watykańskiego II uzyskał stopień naukowy doktora nauk teologicznych. W 1994 na Wydziale Teologicznym Papieskiej Akademii Teologicznej w Krakowie na podstawie dorobku naukowego oraz rozprawy pt. Teologia misji w procesie inkulturacji otrzymał stopień doktora habilitowanego nauk teologicznych w zakresie misjologii. W 2008 prezydent RP nadał mu tytuł profesora nauk teologicznych.
Został nauczycielem akademickim Papieskiej Akademii Teologicznej w Krakowie, a następnie Wydziału Teologicznego Uniwersytetu Śląskiego. W tej ostatniej uczelni objął stanowisko kierownika Katedry Teologii Fundamentalnej, Misjologii i Filozofii Chrześcijańskiej.
Aktualnie, drugą kadencję pełni funkcję konsultora Kongregacji Ewangelizacji Narodów w Rzymie (2003–2017 oraz od czerwca 2020). Był prezesem Stowarzyszenia Misjologów Polskich (2006–2017).

## Wybrane publikacje
- Misje w teologii kontekstualnej, St. Ottilien 1991.
- Nowa wiosna Ewangelii, Katowice 1993.
- Teologia misji w procesie kontekstualizacji, Katowice 1994.
- Contextualizacion de la Mission 'ad gentes', Bolivia 1995.
- Religie. Skrypt dla studentów, Kraków 1997.
- Propedeutyka misjologii, Kraków 2000.
- Misje u progu trzeciego tysiąclecia (red.), Katowice 2000.
- Mały słownik misjologiczny, Katowice 2001.
- Euntes docente... Zadania misyjne w sytuacjach przełomu wieku, Katowice 2001.
- Odpowiedzi na 101 pytań o misje, Kraków 2005.
- Jan Paweł II Misjonarz Świata. Misyjny wymiar posługi Papieża Jana Pawła II, Kraków 2006.
- Spotkanie z religiami, Katowice 2007[1][4].